# Kreßberg
Kreßberg è un comune tedesco di 4 056 abitanti,, situato nel land del Baden-Württemberg.